# 新川 (庄内川水系)

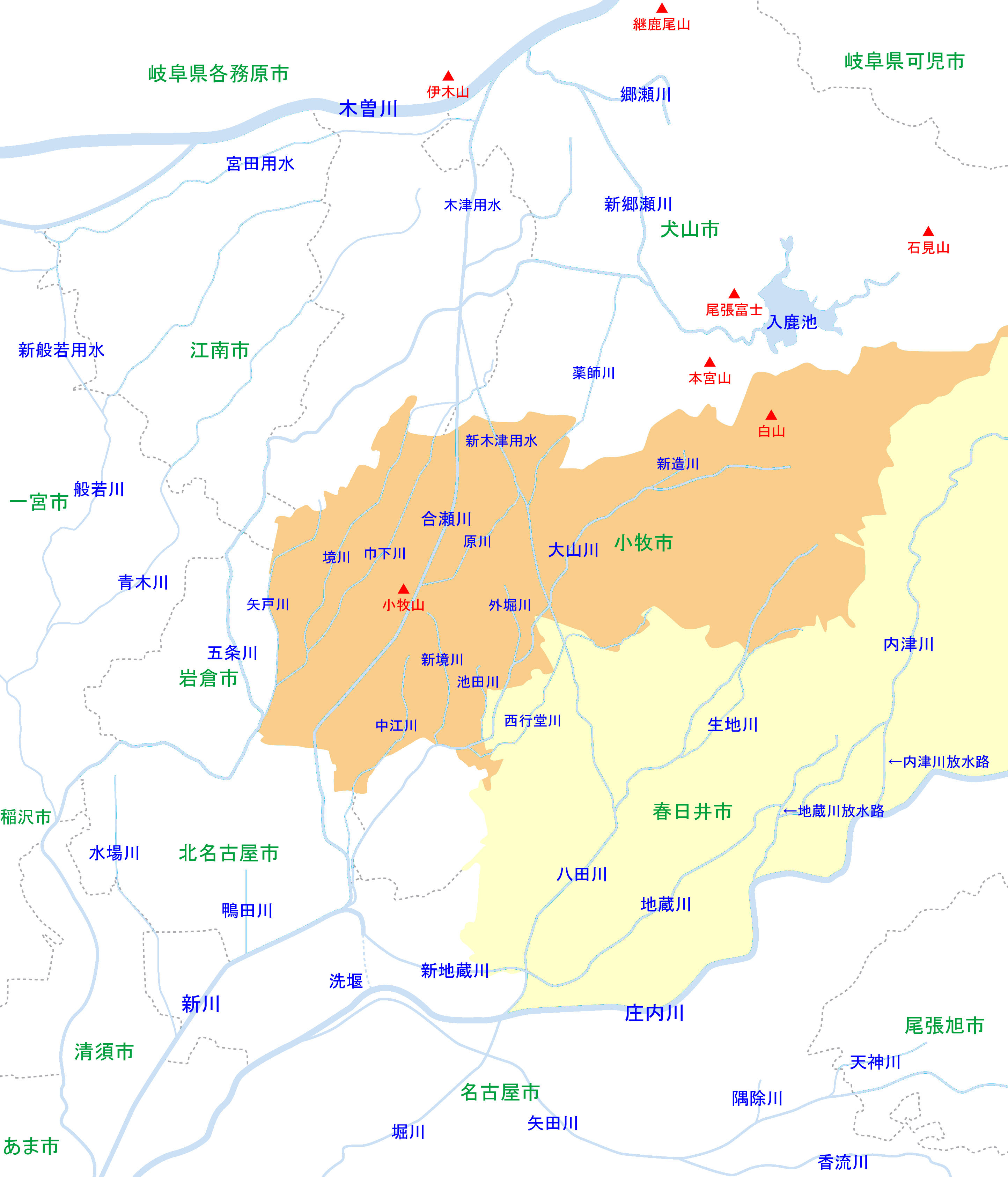
小牧市・春日井市周辺河川の位置関係図

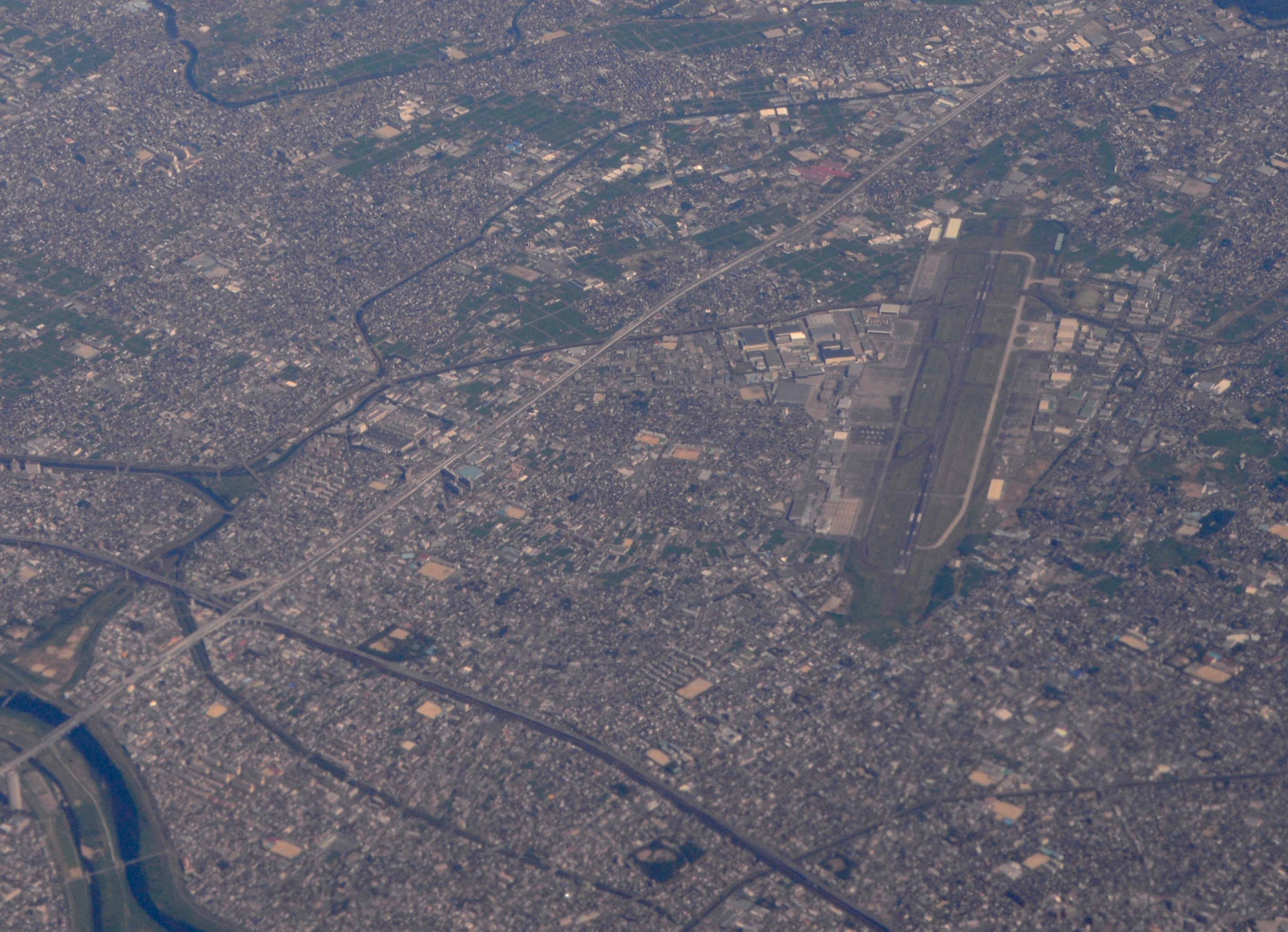
新川の始点付近の広い範囲の航空写真（南東側から撮影）。北側から合流する西側は合瀬川、東側は大山川、南側から合流するのは新地蔵川。合流点の南側にあるのは新川洗堰。新川の始点近くには県営名古屋空港が見える。

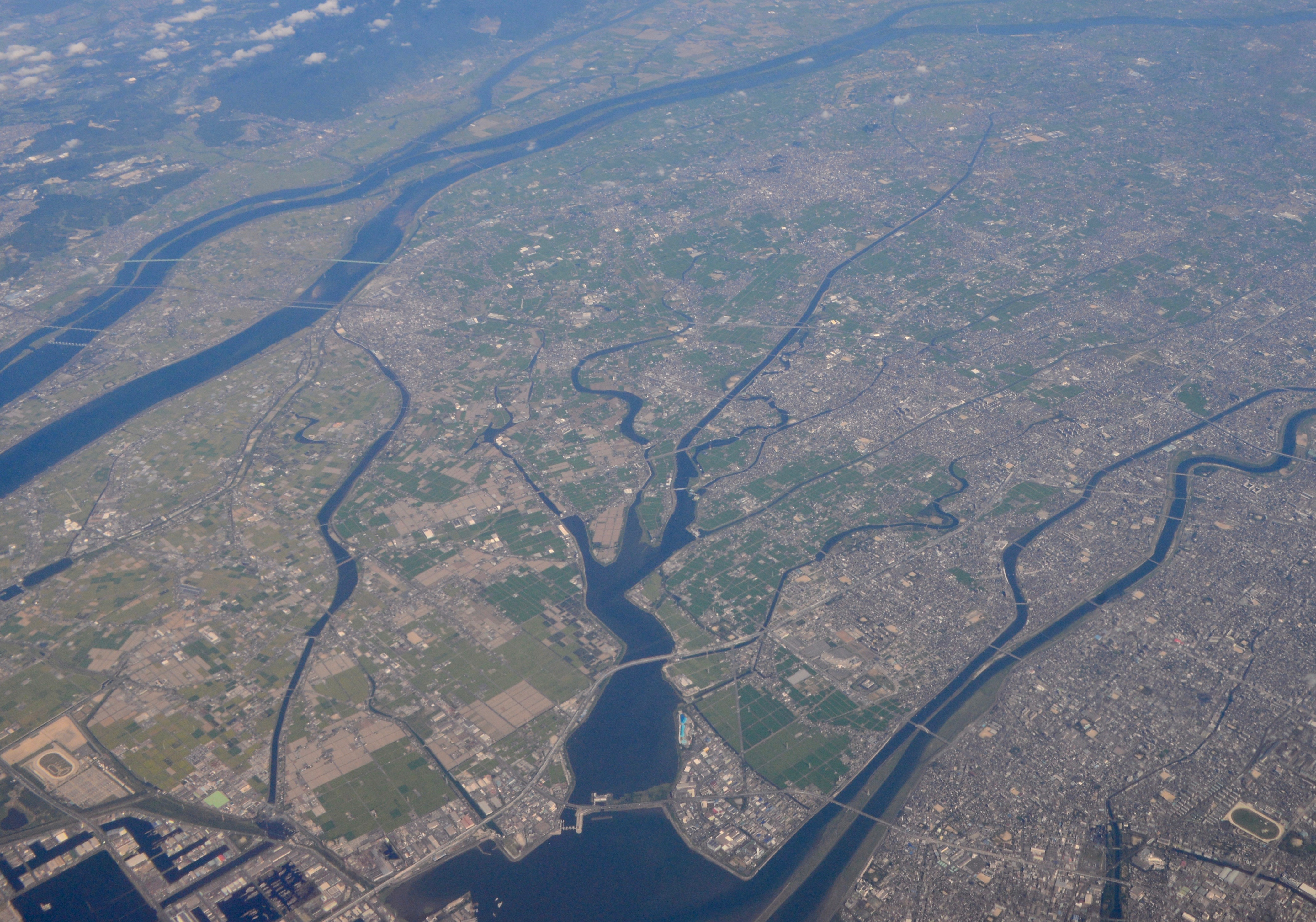
伊勢湾からみた河口部付近。中央が日光川で、庄内川・新川は日光川の東側。

新川（しんかわ）は、愛知県名古屋市とその周辺を流れる庄内川水系の河川。

## 概要
江戸時代に開削された人工河川で、それまで庄内川に流れ込んでいた複数の川の水を名古屋西部からそらし、増水時には、新川洗堰を通じて庄内川の水を迂回させる目的で作られた。
一級河川であるが、平成18年1月に特定都市河川にも指定されていて新川洗堰とともに、愛知県が管理を受託している。

## 地理

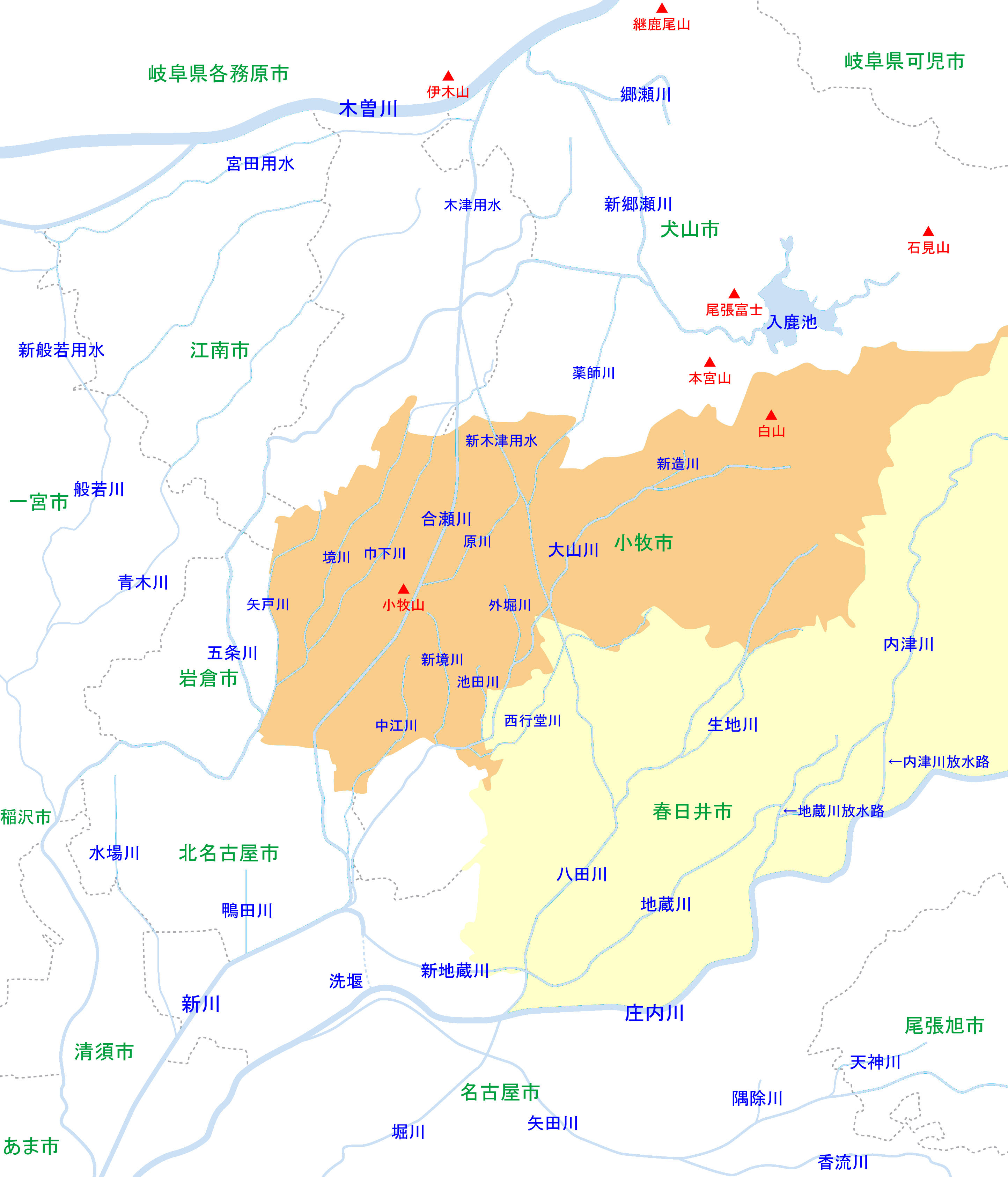
小牧市・春日井市周辺河川の位置関係図

愛知県名古屋市北区、西区と北名古屋市境界の新地蔵川と洗堰の合流点から下流が新川である。清須市、あま市、大治町を通って名古屋市中川区で伊勢湾に注ぐ。基本的に庄内川の西側に沿って流れており、中流の豊公橋付近・河口付近では隣り合っている。所々で屈曲している自然河川の庄内川とは対照的に、人工河川である新川はほぼ直線で河口まで通じている。途中で合瀬川（木津用水）、五条川等の多数の小河川を集めている。
上流・下流部は住宅地帯、中流には工場地帯も点在している。

## 流域の自治体
愛知県
北名古屋市、清須市、あま市、海部郡大治町、名古屋市（中川区・港区・西区）

## 歴史
江戸時代のこの地帯は、庄内川に一気に中小河川の水が流れ込み洪水の常襲地で、名古屋の城下町はたびたび被害を受けた。これらの中小河川の水が庄内川に集まりすぎるのを防ぐために、人工河川（運河・放水路・バイパス）として掘削されたのが新川である。幕府から援助を受け、尾張藩と地元農民が協力して完成した河川である。
1700年代の後半、庄内川右岸で生活する住民は、「清須14ヶ村総庄屋」寺野村の丹羽義道を中心に尾張藩に対して庄内川の治水を求める嘆願運動を展開。庄内川の分水工事を実現して、治水問題を解決しようと藩主に直談判する者が現れはじめた。当時の尾張藩勘定奉行である水野千之右衛門は当時の藩主徳川宗睦に、建白書を提出し具体的な方法と予算を示し、治水工事を嘆願した。しかし当時藩の財政が窮乏しており、藩主は工事の実行に反対した。しかし、安永8年（1779年）の庄内川の大洪水に直面し、名古屋の町内にも浸水被害が起き、徳川宗睦は、ついに工事の決断をし、藩主近侍の人見弥右衛門と水野千之右衛門にその担当を命じた。
しかし、水害の復興などで費用がかさみ、藩の財政状況はますます悪化する一途であった。治水工事には藩の1年分の収入でも間に合わないが、工事を途中で中止させることのないよう莫大な費用をわざと減額した予算を提出し、天明4年（1784）尾張藩と幕府の承認を得て着工が認められた。
工事は、現在の新川橋付近（三菱UFJ銀行尾張新川支店付近・清須市土器野本山）の土器野新田庄屋役、伊藤権左衛門宅に本陣がおかれ実施。工事は、味鋺村（現在・名古屋市北区）内の庄内川右岸堤を一部低くし、そこに洗堰をつくって庄内川の水を分流し、合瀬川や大山川、五条川などを合流させて伊勢湾まで約20kmにおよぶ川を掘ろうというもので、洗堰から伊勢湾に至るまで、200ヶ所以上の地点に分け、同時着工、突貫工事という方法で掘削した。なお、人見、水野両名は工事途中で予算の過小申告が発覚し、降格などの処分を受けたが、尾張藩は、工事が完成するまで続行させた。
最終的には、総工費40万両以上を費やし、天明7年（1787年）に竣工した。

### 主な改良点

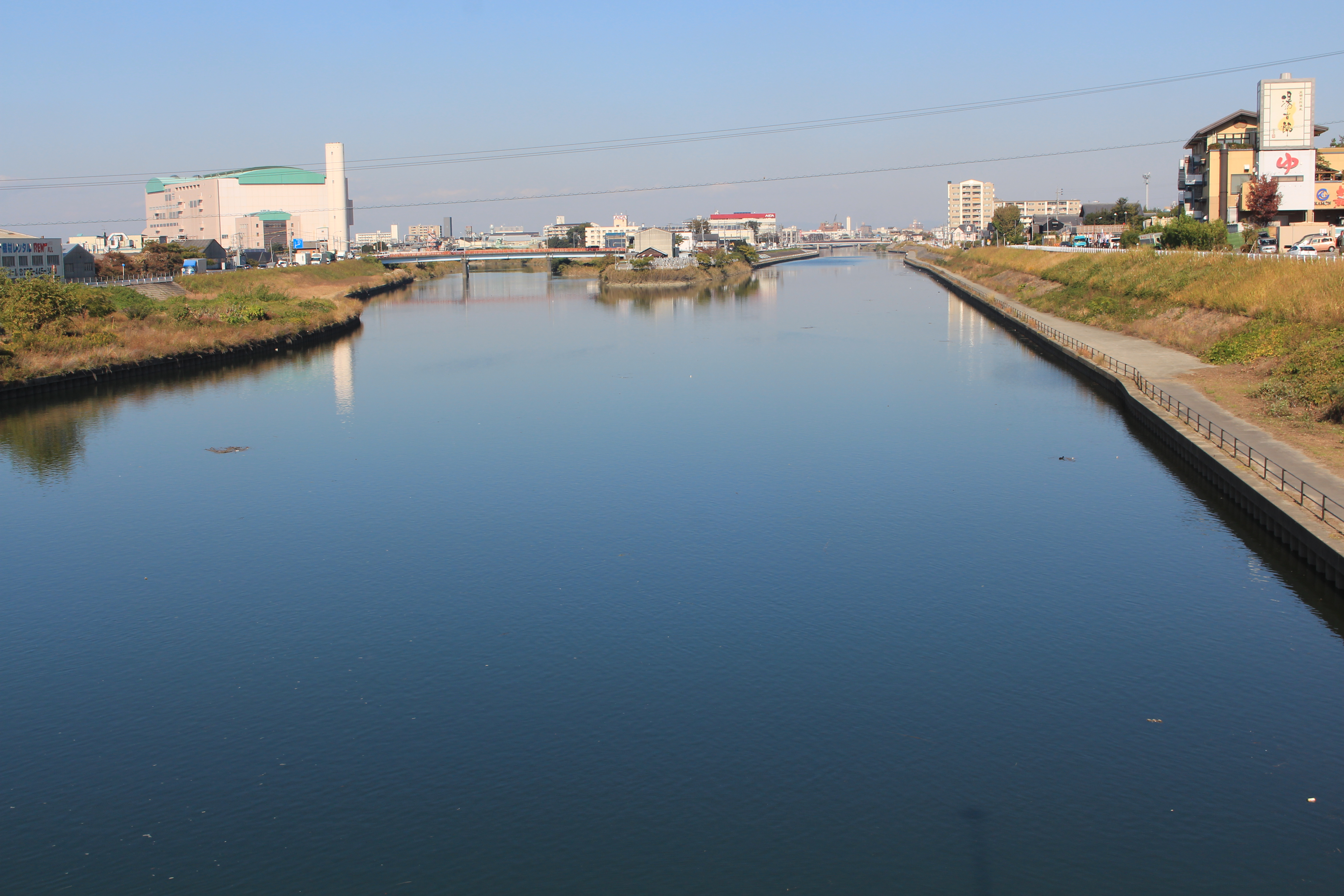
下流側の萱津橋から望む五条川（左）と新川（右）との合流部

新川の掘削により名古屋の洪水は減った。だがこの川ができると今度は新川沿いの村々が洪水の被害を受ける事も多かった。
それまでの五条川と庄内川の合流する洪水多発地点（豊公橋付近）を改良し、新川に五条川の水を流れさせた。
地蔵川の水を新川に流れるようにした。
庄内川で溢れそうな水を、同時に掘削した洗堰により新川に流れるようにした。
大蒲沼（西春日井郡比良村付近・現在名古屋市北区・西区）などの沼沢に集まる河川（木津用水（合瀬川）や大山川）の水を新川に流れるようにした。
同時に竹林などを切り開き、沼沢や湿地を改良し、多くの新田を開発した。

### その後の流域
昭和初期に新川・庄内川の堤防は改修され、洪水は減少した。しかし戦後の急速な市街地化により、雨水は全て新川に流れるようになり、集中豪雨の度に洪水を起こすようになった。新川に清須市内で合流する支流の水場川周辺では、新川に放水できなかった内水による水害の補償を求める訴訟が起こされ、その結果、水場川と新川の合流地点には裁判ごとに県営の排水機場が建設され、現在河口に3箇所（ポンプは4機）が設置されている。2000年9月には東海豪雨により堤防が決壊し、名古屋市西区・同市北区・旧西枇杷島町・旧新川町・旧清洲町などが被害を受けた。現在、許容水量の増加の為、堤防を改修し、浚渫中である。
また、市街化を防ぐためにわざわざ駅の設置を見送った経緯の有る名鉄犬山線 中小田井駅 - 平田橋梁間に上小田井駅を開設（実際は、平田橋梁詰の平田橋駅を移転）して東海豪雨の際の被害を拡大させてしまった。
新川洗堰は明治16年と東海豪雨後の平成13年の改修を経て、現在に至っている。将来的には、新川流域の洪水被害を軽減するため締め切ることとなっている。

## 環境
遊水池を兼ねた水田地帯だったこの流域も、戦前から名古屋近郊であり、JR東海道本線や名鉄等の交通路に恵まれた事もあり、紡績工場や織機工場・染色工場などの繊維工業が発達し、高度成長期には住宅地帯にもなっていった。そのため工業廃水や生活廃水が新川に流れるようになり、一時は相当汚染されていた。そのため清須市土器野地内（旧西春日井郡新川町土器野新田）を拠点にして行われていた犬山鵜飼の冬季練習場としては、昭和30年代の中ごろで打ち切られた。しかし、最近では下水道の整備や合併浄化槽の普及により、汚染も少しずつ減っていて、上流には鮎も戻ってきている。
しかし、元々、新川周辺は、名古屋の旧市街地を守る遊水池である為、東海豪雨や伊勢湾台風等の大規模水害では必ず浸水する地域である。

## 史跡・資料館
- 新川橋詰ポケットパーク（清須市）
  - 新川橋の橋詰（新川開削本陣付近）に設置。新川開削の歴史年表と歴代の新川橋の欄干が展示されている。

## 関連書籍
- 「名古屋市内水域汚濁調査報告書～新川、戸田川、福田川」名古屋市公害対策局水質保全課（名古屋市公害対策局、1976年）
- 「日光川、新川、境川～航空写真集」愛知県河川工事事務所（愛知県河川工事事務所、1983年）
- 「平成12年9月東海豪雨庄内川・新川河川激甚災害対策特別緊急事業」（建設省中部地方建設局河川部河川計画課、2000年）
- 「河川激甚災害対策特別緊急事業一級河川新川工事記録誌」愛知県河川工事事務所編（愛知県、2006年）
- 「庄内川・新川河口干潟調査会報告書」（国土交通省中部地方整備局庄内川河川事務所、2006年）